# Яутепек-де-Сарагоса
Яутепек-де-Сарагоса (исп. Yautepec de Zaragoza) — город и административный центр муниципалитета Яутепек в мексиканском штате Морелос. Численность населения, по данным переписи 2010 года, составила 42 731 человек.

## Общие сведения
Название Yautepec происходит из языка науатль и его можно перевести как: мраморный холм.
В 1496 году Монтесума II покоряет древний Яутепек, но поражённый местными красотами, в 1505 году основывает невдалеке одноимённую резиденцию для отдыха, и приказывает засадить её всевозможными растениями из разных регионов Америки.
В 1569 году усилиями Фрая Бернардо Альвареса в городе открывается больница Святого Креста — вторая по величине в Америке.